# Castell de la Curullada
El castell de la Curullada és un edifici al poble de la Curullada, al municipi de Granyanella (Segarra) declarat bé cultural d'interès nacional.

## Descripció
El castell és situat al capdamunt d'un turó que presideix tot el poble de la Curullada, dominant la riba dreta del riu d'Ondara i a la vora hi passa l'antiga carretera nacional II. Es tracta d'un edifici aïllat, al costat del qual es va construir l'església.
És un castell de planta rectangular, que per la disposició de les finestres es pot intuir una planta baixa de caràcter agrícola, amb espitlleres com a úniques obertures, per sobre de la qual es troba el pis noble, amb la presència de finestres de majors dimensions i treballades. La torre del castell, construïda sobre el fité de roca, està formada per tres plantes, coronada per merlets afegits arran de la restauració finalitzada a principis del segle xxi, i en un dels seus murs es conserven les restes d'un antic matacà. La coberta de tot el recinte és a dues aigües, exceptuant la torre que està coberta per un trebol.
Els murs estan formats per paredat de pedra, i en alguns hi trobem la presència de contraforts. Al contorn de la porta principal, algunes finestres, i les cantonades de la torre, el mur està format per carreus de pedra de grans dimensions i més treballats, per reforçar l'estructura.

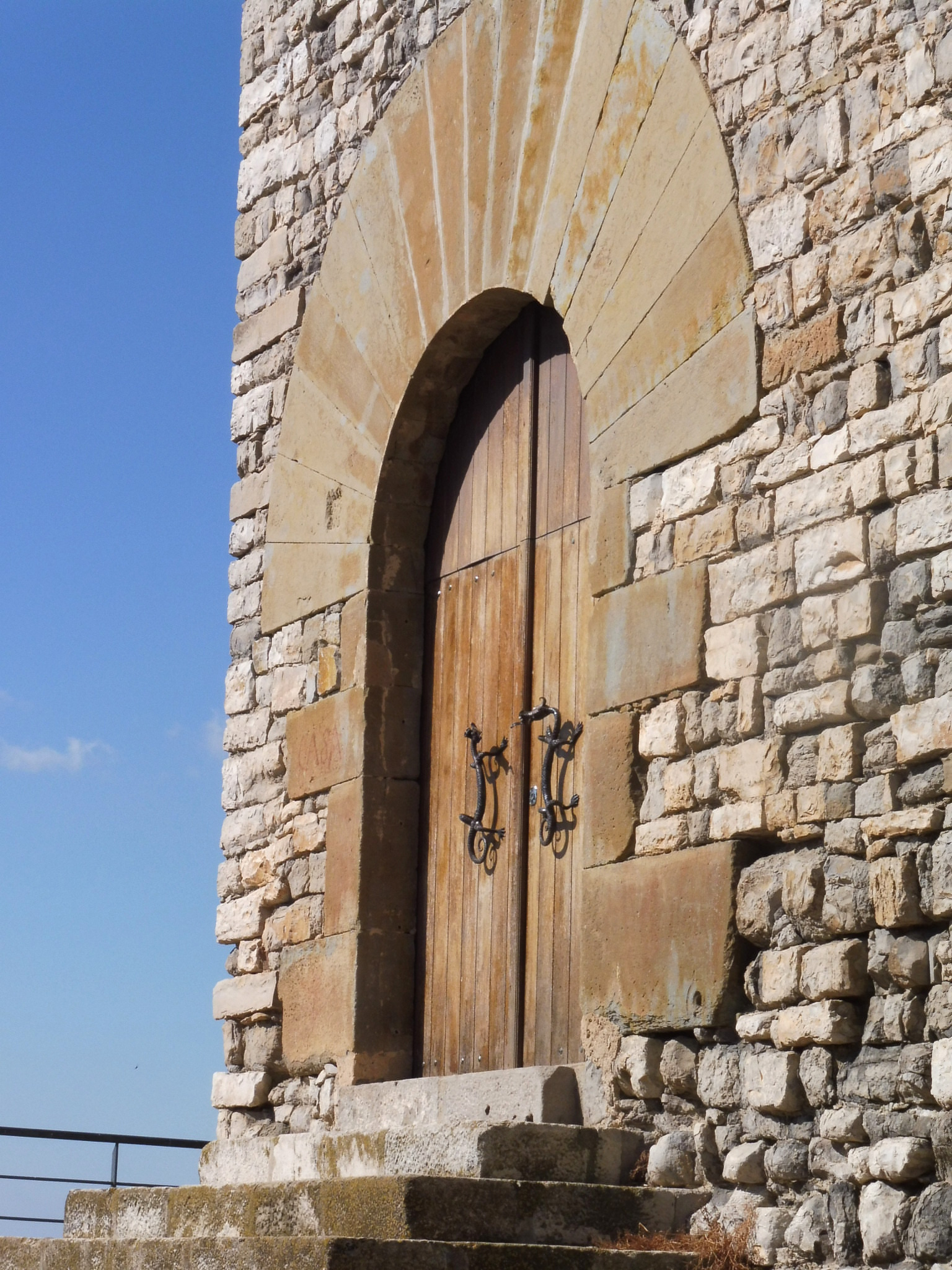
Portada

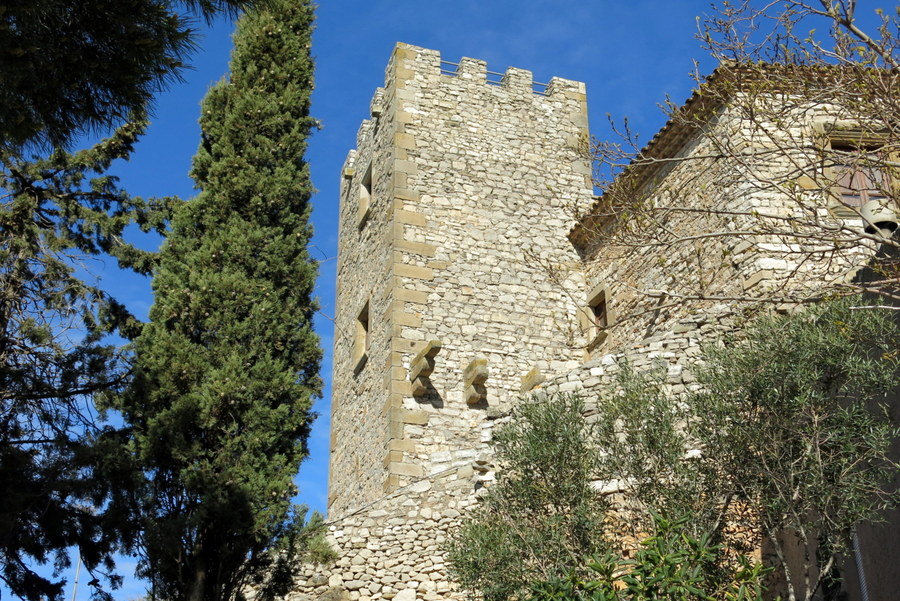
Castell de la Curullada (2018)

A la façana principal de l'edifici, trobem la porta principal formada per un arc de mig punt adovellat, fruit de la restauració duta a terme durant el segle xvii, igual que les finestres situades al primer pis, el marc de les quals presenta un gran treball decoratiu amb la utilització de formes geomètriques.

## Història
Castell termenat. L'origen del topònim de la Curullada és «sa Cruïllada», probablement per l'encreuament de camins que afavorí la creació del poble. Malgrat que fou reconstruït al segle xvii, el castell de la Curullada té el seu origen al segle xi i es bastí a l'encreuament dels camins ramaders de la Noguera i l'Alt Urgell que es dirigien a terres tarragonines.
En els seus inicis (s. XI), en plena reconquesta, aquest castell estava en mans dels Cervera. En el testament sacramental de Guillem Dalmau de Cervera del 1133, s'establí que després de la mort de la seva filla i del seu gendre Guillem, la batllia de Tordera i de la Curullada passés al seu net Guillem. L'any 1145 apareix documentat el cavaller Mir Guillem de la Curullada, segurament castlà de la fortalesa perquè el senyor era en aquest moment Dalmau de Cervera.
Hom desconeix per quines circumstàncies el castell passà abans de 1340 a Maimó d'Oluja i poc després esdevingué senyoria del Priorat de Sant Pere dels Arquells. El 1376, el prior dels Arquells Pere Guanter amb el permís de l'abat de Santa Maria de l'Estany, Berenguer de Gra, el vengué a Jaume Desvalls. Aquest llinatge senyorejà el lloc almenys fins al segle xvii, moment en què el castell fou reconstruït. El 1881 pertanyia a la família Vilallonga.
A finals del segle XX el castell es trobava en estat ruïnós, però fou adquirit per un nou propietari i ha estat restaurat completament.